# Triacanthidae
Los triple-espinas, o triacantidos, son la familia de peces marinos Triacanthidae, del griego clasico τρι- (tri-), "tres", y ἄκανθος (ákanthos), "espina", del orden de los Tetraodontiformes.
Son peces bentónicos de aguas profundas, distribuidos por el océano Índico y el océano Pacífico.
En su morfología destaca su característica aleta caudal profundamente bifurcada, con 20 a 26 radios en la aleta dorsal y 13 a 22 en la aleta anal; aproximadamente 28 cm de longitud máxima.
Aparecen en el registro fósil desde el Oligoceno, en el Cenozoico medio.

## Géneros y especies
Se reconocen los siguientes géneros y 7 especies:
- Pseudotriacanthus Fraser-Brunner, 1941
  - Pseudotriacanthus strigilifer (Cantor, 1849)
- Triacanthus Oken, 1817
  - Triacanthus biaculeatus (Bloch, 1786)
  - Triacanthus nieuhofii Bleeker, 1852
- Tripodichthys Tyler, 1968
  - Tripodichthys angustifrons (Hollard, 1854)
  - Tripodichthys blochii (Bleeker, 1852)
  - Tripodichthys oxycephalus (Bleeker, 1851)
- Trixiphichthys Fraser-Brunner, 1941
  - Trixiphichthys weberi (Chaudhuri, 1910)